# Tre Valli Varesine 2023
Tre Valli Varesine 2023 var den 102. udgave af det italienske cykelløb Tre Valli Varesine. Det blev kørt den 3. oktober 2023 med start i Busto Arsizio og mål i Varese i Lombardiet. Løbet var en del af UCI ProSeries 2023.

## Resultat
| \| Samlede stilling \| Samlede stilling \| Samlede stilling \| Samlede stilling \| Samlede stilling \| \| Rytter \| Rytter \| Hold \| Tid \| \| \| ---------------- \| ---------------- \| --------------------- \| ---------------- \| ---------------- \| \| 1. \| Ilan Van Wilder \| Soudal Quick-Step \| 4t 36' 11" \| \| \| 2. \| Richard Carapaz \| EF Education-EasyPost \| + 16" \| \| \| 3. \| Aleksandr Vlasov \| Bora-Hansgrohe \| + 18" \| \| \| 4. \| Primož Roglič \| Jumbo-Visma \| + 18" \| \| \| 5. \| Tadej Pogačar \| UAE Team Emirates \| + 18" \| \| \| 6. \| Michael Woods \| Israel-Premier Tech \| + 18" \| \| \| 7. \| Filippo Zana \| Team Jayco AlUla \| + 18" \| \| \| 8. \| Jon Izagirre \| Cofidis \| + 18" \| \| \| 9. \| Carlos Rodríguez \| Ineos Grenadiers \| + 18" \| \| \| 10. \| Ben O'Connor \| AG2R Citroën Team \| + 18" \| \| |                  |                       |            |
| |                  |                       |            |
| Kilde: ProCyclingStats |                  |                       |            |
| Samlede stilling |                  |                       |            |
| Rytter | Rytter           | Hold                  | Tid        |
| 1. | Ilan Van Wilder  | Soudal Quick-Step     | 4t 36' 11" |
| 2. | Richard Carapaz  | EF Education-EasyPost | + 16"      |
| 3. | Aleksandr Vlasov | Bora-Hansgrohe        | + 18"      |
| 4. | Primož Roglič    | Jumbo-Visma           | + 18"      |
| 5. | Tadej Pogačar    | UAE Team Emirates     | + 18"      |
| 6. | Michael Woods    | Israel-Premier Tech   | + 18"      |
| 7. | Filippo Zana     | Team Jayco AlUla      | + 18"      |
| 8. | Jon Izagirre     | Cofidis               | + 18"      |
| 9. | Carlos Rodríguez | Ineos Grenadiers      | + 18"      |
| 10. | Ben O'Connor     | AG2R Citroën Team     | + 18"      |

## Hold og ryttere
| UCI WorldTeams (17)- AG2R Citroën Team - Alpecin-Deceuninck - Astana Qazaqstan Team - Bora-Hansgrohe - Cofidis - EF Education-EasyPost - Groupama-FDJ - Ineos Grenadiers - Intermarché-Circus-Wanty - Jumbo-Visma - Lidl-Trek - Movistar Team - Soudal Quick-Step - Arkéa-Samsic - Team DSM-Firmenich - Team Jayco AlUla - UAE Team Emirates UCI ProTeams (8)- Bingoal WB - Eolo-Kometa - Green Project-Bardiani CSF-Faizanè - Israel-Premier Tech - Lotto Dstny - Q36.5 Pro Cycling Team - Team Corratec-Selle Italia - TotalEnergies |
| |

### Danske ryttere
| Danske ryttere på startlisten |                |                       |           |
| Rygnummer                     | Rytter         | Hold                  | Placering |
| 64                            | Mikkel Honoré  | EF Education-EasyPost | 68        |
| 211                           | Jakob Fuglsang | Israel-Premier Tech   | 73        |
| 221                           | Andreas Kron   | Lotto Dstny           | 44        |

* DNF = gennemførte ikke

### Startliste
| UAE Team Emirates UAD | UAE Team Emirates UAD          | UAE Team Emirates UAD |
| --------------------- | ------------------------------ | --------------------- |
| Nr.                   | Rytter                         | Placering             |
| 1                     | Tadej Pogačar (SLO) (landevej) | 5.                    |
| 2                     | Davide Formolo (ITA)           | DNF                   |
| 3                     | Vegard Stake Laengen (NOR)     | DNF                   |
| 4                     | Rafał Majka (POL)              | DNF                   |
| 5                     | Diego Ulissi (ITA)             | 12.                   |
| 6                     | Jay Vine (AUS)                 | 28.                   |
| 7                     | Adam Yates (GBR)               | 63.                   |

| AG2R Citroën Team ACT | AG2R Citroën Team ACT  | AG2R Citroën Team ACT |
| --------------------- | ---------------------- | --------------------- |
| Nr.                   | Rytter                 | Placering             |
| 11                    | Andrea Vendrame (ITA)  | 18.                   |
| 12                    | Benoît Cosnefroy (FRA) | 60.                   |
| 13                    | Felix Gall (AUT)       | DNF                   |
| 14                    | Paul Lapeira (FRA)     | DNF                   |
| 15                    | Ben O'Connor (AUS)     | 10.                   |
| 16                    | Bastien Tronchon (FRA) | DNF                   |
| 17                    | Larry Warbasse (USA)   | DNF                   |

| Alpecin-Deceuninck ADC | Alpecin-Deceuninck ADC  | Alpecin-Deceuninck ADC |
| ---------------------- | ----------------------- | ---------------------- |
| Nr.                    | Rytter                  | Placering              |
| 21                     | Axel Laurance (FRA)     | 77.                    |
| 22                     | Tobias Bayer (AUT)      | DNF                    |
| 23                     | Alex Bogna (AUS)        | DNF                    |
| 24                     | Nicola Conci (ITA)      | 49.                    |
| 25                     | Xandro Meurisse (BEL)   | DNF                    |
| 26                     | Jimmy Janssens (BEL)    | 80.                    |
| 27                     | Kristian Sbaragli (ITA) | 14.                    |

| Astana Qazaqstan Team AST | Astana Qazaqstan Team AST       | Astana Qazaqstan Team AST |
| ------------------------- | ------------------------------- | ------------------------- |
| Nr.                       | Rytter                          | Placering                 |
| 31                        | Simone Velasco (ITA) (landevej) | 29.                       |
| 32                        | Samuele Battistella (ITA)       | DNF                       |
| 33                        | David de la Cruz (ESP)          | 41.                       |
| 34                        | Fabio Felline (ITA)             | DNF                       |
| 35                        | Gianni Moscon (ITA)             | DNF                       |
| 36                        | Michele Gazzoli (ITA)           | DNF                       |
| 37                        | Harold Tejada (COL)             | DNF                       |

| Bora-Hansgrohe BOH | Bora-Hansgrohe BOH                | Bora-Hansgrohe BOH |
| ------------------ | --------------------------------- | ------------------ |
| Nr.                | Rytter                            | Placering          |
| 41                 | Jai Hindley (AUS)                 | 50.                |
| 42                 | Emanuel Buchmann (GER) (landevej) | DNF                |
| 43                 | Sergio Higuita (COL)              | 55.                |
| 44                 | Lennard Kämna (GER)               | DNF                |
| 45                 | Patrick Konrad (AUT)              | DNF                |
| 46                 | Florian Lipowitz (GER)            | 67.                |
| 47                 | Aleksandr Vlasov                  | 3.                 |

| Cofidis COF | Cofidis COF            | Cofidis COF |
| ----------- | ---------------------- | ----------- |
| Nr.         | Rytter                 | Placering   |
| 51          | Victor Lafay (FRA)     | 70.         |
| 52          | Rubén Fernández (ESP)  | 74.         |
| 53          | Simon Geschke (GER)    | DNF         |
| 54          | Jesús Herrada (ESP)    | DNF         |
| 55          | Jon Izagirre (ESP)     | 8.          |
| 56          | Guillaume Martin (FRA) | 35.         |
| 57          | Rémy Rochas (FRA)      | DNF         |

| EF Education-EasyPost EFE | EF Education-EasyPost EFE        | EF Education-EasyPost EFE |
| ------------------------- | -------------------------------- | ------------------------- |
| Nr.                       | Rytter                           | Placering                 |
| 61                        | Richard Carapaz (ECU) (landevej) | 2.                        |
| 62                        | Esteban Chaves (COL) (landevej)  | 62.                       |
| 63                        | Ben Healy (IRL) (landevej)       | DNF                       |
| 64                        | Mikkel Honoré (DEN)              | 68.                       |
| 65                        | Andrea Piccolo (ITA)             | DNF                       |
| 66                        | Sean Quinn (USA)                 | DNF                       |
| 67                        | Rigoberto Urán (COL)             | 54.                       |

| Groupama-FDJ GFC | Groupama-FDJ GFC                  | Groupama-FDJ GFC |
| ---------------- | --------------------------------- | ---------------- |
| Nr.              | Rytter                            | Placering        |
| 71               | Thibaut Pinot (FRA)               | 43.              |
| 72               | Romain Grégoire (FRA)             | 13.              |
| 73               | Valentin Madouas (FRA) (landevej) | 25.              |
| 74               | Lenny Martinez (FRA)              | 32.              |
| 75               | Rudy Molard (FRA)                 | 39.              |
| 76               | Quentin Pacher (FRA)              | 61.              |
| 77               | Reuben Thompson (NZL)             | DNF              |

| Ineos Grenadiers IGD | Ineos Grenadiers IGD   | Ineos Grenadiers IGD |
| -------------------- | ---------------------- | -------------------- |
| Nr.                  | Rytter                 | Placering            |
| 81                   | Thymen Arensman (NED)  | DNF                  |
| 82                   | Salvatore Puccio (ITA) | DNF                  |
| 83                   | Brandon Rivera (COL)   | DNF                  |
| 84                   | Carlos Rodríguez (ESP) | 9.                   |
| 85                   | Pavel Sivakov (FRA)    | 47.                  |
| 86                   | Ben Swift (GBR)        | DNF                  |
| 87                   | Ben Turner (GBR)       | 57.                  |

| Intermarché-Circus-Wanty ICW | Intermarché-Circus-Wanty ICW | Intermarché-Circus-Wanty ICW |
| ---------------------------- | ---------------------------- | ---------------------------- |
| Nr.                          | Rytter                       | Placering                    |
| 91                           | Lorenzo Rota (ITA)           | 21.                          |
| 92                           | Niccolò Bonifazio (ITA)      | DNF                          |
| 93                           | Francesco Busatto (ITA)      | 59.                          |
| 94                           | Rui Costa (POR)              | 16.                          |
| 95                           | Alexy Faure Prost (FRA)      | 75.                          |
| 96                           | Louis Meintjes (RSA)         | DNF                          |
| 97                           | Simone Petilli (ITA)         | DNF                          |

| Jumbo-Visma TJV | Jumbo-Visma TJV                | Jumbo-Visma TJV |
| --------------- | ------------------------------ | --------------- |
| Nr.             | Rytter                         | Placering       |
| 101             | Primož Roglič (SLO)            | 4.              |
| 102             | Tiesj Benoot (BEL)             | 24.             |
| 103             | Wilco Kelderman (NED)          | 17.             |
| 104             | Steven Kruijswijk (NED)        | 58.             |
| 105             | Jan Tratnik (SLO)              | DNF             |
| 106             | Milan Vader (NED)              | DNF             |
| 107             | Attila Valter (HUN) (landevej) | 26.             |

| Lidl-Trek LTK | Lidl-Trek LTK            | Lidl-Trek LTK |
| ------------- | ------------------------ | ------------- |
| Nr.           | Rytter                   | Placering     |
| 111           | Bauke Mollema (NED)      | 78.           |
| 112           | Julien Bernard (FRA)     | 72.           |
| 113           | Dario Cataldo (ITA)      | DNF           |
| 114           | Giulio Ciccone (ITA)     | DNF           |
| 115           | Filippo Baroncini (ITA)  | DNF           |
| 116           | Juan Pedro López (ESP)   | DNF           |
| 117           | Natnael Tesfatsion (ERI) | DNF           |

| Movistar Team MOV | Movistar Team MOV                  | Movistar Team MOV |
| ----------------- | ---------------------------------- | ----------------- |
| Nr.               | Rytter                             | Placering         |
| 121               | Alex Aranburu (ESP)                | 51.               |
| 122               | Enric Mas (ESP)                    | 11.               |
| 123               | Gregor Mühlberger (AUT) (landevej) | 79.               |
| 124               | Óscar Rodríguez (ESP)              | DNF               |
| 125               | José Joaquín Rojas (ESP)           | DNF               |
| 126               | Gonzalo Serrano (ESP)              | DNF               |
| 127               | Carlos Verona (ESP)                | DNF               |

| Soudal Quick-Step SOQ | Soudal Quick-Step SOQ       | Soudal Quick-Step SOQ |
| --------------------- | --------------------------- | --------------------- |
| Nr.                   | Rytter                      | Placering             |
| 131                   | Julian Alaphilippe (FRA)    | 81.                   |
| 132                   | Jan Hirt (CZE)              | 64.                   |
| 133                   | James Knox (GBR)            | DNF                   |
| 134                   | William Junior Lecerf (BEL) | DNF                   |
| 135                   | Mauri Vansevenant (BEL)     | 33.                   |
| 136                   | Ilan Van Wilder (BEL)       | 1.                    |
| 137                   | Louis Vervaeke (BEL)        | DNF                   |

| Arkéa-Samsic ARK | Arkéa-Samsic ARK          | Arkéa-Samsic ARK |
| ---------------- | ------------------------- | ---------------- |
| Nr.              | Rytter                    | Placering        |
| 141              | Warren Barguil (FRA)      | 37.              |
| 142              | Louis Barré (FRA)         | 40.              |
| 143              | Clément Champoussin (FRA) | 23.              |
| 144              | Ewen Costiou (FRA)        | DNF              |
| 145              | Kévin Vauquelin (FRA)     | 69.              |
| 146              | Kévin Ledanois (FRA)      | DNF              |
| 147              | Alessandro Verre (ITA)    | DNF              |

| Team DSM-Firmenich DSM | Team DSM-Firmenich DSM        | Team DSM-Firmenich DSM |
| ---------------------- | ----------------------------- | ---------------------- |
| Nr.                    | Rytter                        | Placering              |
| 151                    | Romain Bardet (FRA)           | 20.                    |
| 152                    | Patrick Bevin (NZL)           | DNF                    |
| 153                    | Romain Combaud (FRA)          | DNF                    |
| 154                    | Chris Hamilton (AUS)          | 48.                    |
| 155                    | Jonas Iversby Hvideberg (NOR) | DNF                    |
| 156                    | Florian Stork (GER)           | 52.                    |
| 157                    | Kevin Vermaerke (USA)         | DNF                    |

| Team Jayco AlUla JAY | Team Jayco AlUla JAY    | Team Jayco AlUla JAY |
| -------------------- | ----------------------- | -------------------- |
| Nr.                  | Rytter                  | Placering            |
| 161                  | Simon Yates (GBR)       | 38.                  |
| 162                  | Hagos Welay Berhe (ETH) | DNF                  |
| 163                  | Kevin Colleoni (ITA)    | DNF                  |
| 164                  | Lucas Hamilton (AUS)    | DNF                  |
| 165                  | Michael Matthews (AUS)  | DNF                  |
| 166                  | Matteo Sobrero (ITA)    | DNF                  |
| 167                  | Filippo Zana (ITA)      | 7.                   |

| Bingoal WB BWB | Bingoal WB BWB            | Bingoal WB BWB |
| -------------- | ------------------------- | -------------- |
| Nr.            | Rytter                    | Placering      |
| 171            | Marco Tizza (ITA)         | DNF            |
| 172            | Floris De Tier (BEL)      | DNF            |
| 173            | Alexis Guérin (FRA)       | 46.            |
| 174            | Louka Matthys (BEL)       | 66.            |
| 175            | Dimitri Peyskens (BEL)    | DNF            |
| 176            | Lennert Teugels (BEL)     | 65.            |
| 177            | Aaron Van der Beken (BEL) | DNF            |

| Team Corratec-Selle Italia COR | Team Corratec-Selle Italia COR | Team Corratec-Selle Italia COR |
| ------------------------------ | ------------------------------ | ------------------------------ |
| Nr.                            | Rytter                         | Placering                      |
| 181                            | Matteo Amella (ITA)            | DNF                            |
| 182                            | Valentin Darbellay (SUI)       | DNF                            |
| 183                            | Antoine Debons (SUI)           | DNF                            |
| 184                            | Andrij Ponomar (UKR)           | DNF                            |
| 185                            | Charlie Quaterman (GBR)        | DNF                            |
| 187                            | Karel Vacek (CZE)              | DNF                            |

| Eolo-Kometa EOK | Eolo-Kometa EOK         | Eolo-Kometa EOK |
| --------------- | ----------------------- | --------------- |
| Nr.             | Rytter                  | Placering       |
| 191             | Lorenzo Fortunato (ITA) | DNF             |
| 192             | Vincenzo Albanese (ITA) | DNF             |
| 193             | Mattia Bais (ITA)       | DNF             |
| 194             | Erik Fetter (HUN)       | DNF             |
| 195             | Andrea Garosio (ITA)    | DNF             |
| 196             | Davide Piganzoli (ITA)  | 27.             |
| 197             | Diego Sevilla (ESP)     | 42.             |

| Green Project-Bardiani CSF-Faizanè GBF | Green Project-Bardiani CSF-Faizanè GBF | Green Project-Bardiani CSF-Faizanè GBF |
| -------------------------------------- | -------------------------------------- | -------------------------------------- |
| Nr.                                    | Rytter                                 | Placering                              |
| 201                                    | Edgar Cadena (MEX) (landevej)          | DNF                                    |
| 202                                    | Luca Cavallo (ITA)                     | 56.                                    |
| 203                                    | Riccardo Lucca (ITA)                   | DNF                                    |
| 204                                    | Martin Marcellusi (ITA)                | DNF                                    |
| 205                                    | Alessio Martinelli (ITA)               | DNF                                    |
| 206                                    | Vicente Rojas (CHI)                    | DNF                                    |
| 207                                    | Alex Tolio (ITA)                       | 34.                                    |

| Israel-Premier Tech IPT | Israel-Premier Tech IPT  | Israel-Premier Tech IPT |
| ----------------------- | ------------------------ | ----------------------- |
| Nr.                     | Rytter                   | Placering               |
| 211                     | Jakob Fuglsang (DEN)     | 73.                     |
| 212                     | Krists Neilands (LAT)    | DNF                     |
| 213                     | Domenico Pozzovivo (ITA) | 36.                     |
| 214                     | Nick Schultz (AUS)       | 31.                     |
| 215                     | Dylan Teuns (BEL)        | DNF                     |
| 216                     | Stephen Williams (GBR)   | 22.                     |
| 217                     | Michael Woods (CAN)      | 6.                      |

| Lotto Dstny LTD | Lotto Dstny LTD           | Lotto Dstny LTD |
| --------------- | ------------------------- | --------------- |
| Nr.             | Rytter                    | Placering       |
| 221             | Andreas Kron (DEN)        | 44.             |
| 222             | Sylvain Moniquet (BEL)    | DNF             |
| 223             | Mathijs Paasschens (NED)  | DNF             |
| 224             | Eduardo Sepúlveda (ARG)   | DNF             |
| 225             | Lennert Van Eetvelt (BEL) | 53.             |
| 226             | Maxim Van Gils (BEL)      | 15.             |
| 227             | Harm Vanhoucke (BEL)      | DNS             |

| Q36.5 Pro Cycling Team Q36 | Q36.5 Pro Cycling Team Q36 | Q36.5 Pro Cycling Team Q36 |
| -------------------------- | -------------------------- | -------------------------- |
| Nr.                        | Rytter                     | Placering                  |
| 231                        | Negasi Abreha (ETH)        | DNF                        |
| 232                        | Gianluca Brambilla (ITA)   | DNF                        |
| 233                        | Walter Calzoni (ITA)       | 30.                        |
| 234                        | Marcel Camprubí (ESP)      | 76.                        |
| 235                        | Mark Donovan (GBR)         | DNF                        |
| 236                        | Alessandro Fedeli (ITA)    | DNF                        |

| TotalEnergies TEN | TotalEnergies TEN       | TotalEnergies TEN |
| ----------------- | ----------------------- | ----------------- |
| Nr.               | Rytter                  | Placering         |
| 241               | Pierre Latour (FRA)     | 19.               |
| 242               | Jérémy Cabot (FRA)      | 71.               |
| 243               | Alessio Cialone (FRA)   | DNF               |
| 244               | Valentin Ferron (FRA)   | DNF               |
| 245               | Paul Ourselin (FRA)     | DNF               |
| 246               | Mattéo Vercher (FRA)    | DNF               |
| 247               | Alexis Vuillermoz (FRA) | 45.               |

| UAE Team Emirates UAD | UAE Team Emirates UAD          | UAE Team Emirates UAD |
| --------------------- | ------------------------------ | --------------------- |
| Nr.                   | Rytter                         | Placering             |
| 1                     | Tadej Pogačar (SLO) (landevej) | 5.                    |
| 2                     | Davide Formolo (ITA)           | DNF                   |
| 3                     | Vegard Stake Laengen (NOR)     | DNF                   |
| 4                     | Rafał Majka (POL)              | DNF                   |
| 5                     | Diego Ulissi (ITA)             | 12.                   |
| 6                     | Jay Vine (AUS)                 | 28.                   |
| 7                     | Adam Yates (GBR)               | 63.                   |

| AG2R Citroën Team ACT | AG2R Citroën Team ACT  | AG2R Citroën Team ACT |
| --------------------- | ---------------------- | --------------------- |
| Nr.                   | Rytter                 | Placering             |
| 11                    | Andrea Vendrame (ITA)  | 18.                   |
| 12                    | Benoît Cosnefroy (FRA) | 60.                   |
| 13                    | Felix Gall (AUT)       | DNF                   |
| 14                    | Paul Lapeira (FRA)     | DNF                   |
| 15                    | Ben O'Connor (AUS)     | 10.                   |
| 16                    | Bastien Tronchon (FRA) | DNF                   |
| 17                    | Larry Warbasse (USA)   | DNF                   |

| Alpecin-Deceuninck ADC | Alpecin-Deceuninck ADC  | Alpecin-Deceuninck ADC |
| ---------------------- | ----------------------- | ---------------------- |
| Nr.                    | Rytter                  | Placering              |
| 21                     | Axel Laurance (FRA)     | 77.                    |
| 22                     | Tobias Bayer (AUT)      | DNF                    |
| 23                     | Alex Bogna (AUS)        | DNF                    |
| 24                     | Nicola Conci (ITA)      | 49.                    |
| 25                     | Xandro Meurisse (BEL)   | DNF                    |
| 26                     | Jimmy Janssens (BEL)    | 80.                    |
| 27                     | Kristian Sbaragli (ITA) | 14.                    |

| Astana Qazaqstan Team AST | Astana Qazaqstan Team AST       | Astana Qazaqstan Team AST |
| ------------------------- | ------------------------------- | ------------------------- |
| Nr.                       | Rytter                          | Placering                 |
| 31                        | Simone Velasco (ITA) (landevej) | 29.                       |
| 32                        | Samuele Battistella (ITA)       | DNF                       |
| 33                        | David de la Cruz (ESP)          | 41.                       |
| 34                        | Fabio Felline (ITA)             | DNF                       |
| 35                        | Gianni Moscon (ITA)             | DNF                       |
| 36                        | Michele Gazzoli (ITA)           | DNF                       |
| 37                        | Harold Tejada (COL)             | DNF                       |

| Bora-Hansgrohe BOH | Bora-Hansgrohe BOH                | Bora-Hansgrohe BOH |
| ------------------ | --------------------------------- | ------------------ |
| Nr.                | Rytter                            | Placering          |
| 41                 | Jai Hindley (AUS)                 | 50.                |
| 42                 | Emanuel Buchmann (GER) (landevej) | DNF                |
| 43                 | Sergio Higuita (COL)              | 55.                |
| 44                 | Lennard Kämna (GER)               | DNF                |
| 45                 | Patrick Konrad (AUT)              | DNF                |
| 46                 | Florian Lipowitz (GER)            | 67.                |
| 47                 | Aleksandr Vlasov                  | 3.                 |

| Cofidis COF | Cofidis COF            | Cofidis COF |
| ----------- | ---------------------- | ----------- |
| Nr.         | Rytter                 | Placering   |
| 51          | Victor Lafay (FRA)     | 70.         |
| 52          | Rubén Fernández (ESP)  | 74.         |
| 53          | Simon Geschke (GER)    | DNF         |
| 54          | Jesús Herrada (ESP)    | DNF         |
| 55          | Jon Izagirre (ESP)     | 8.          |
| 56          | Guillaume Martin (FRA) | 35.         |
| 57          | Rémy Rochas (FRA)      | DNF         |

| EF Education-EasyPost EFE | EF Education-EasyPost EFE        | EF Education-EasyPost EFE |
| ------------------------- | -------------------------------- | ------------------------- |
| Nr.                       | Rytter                           | Placering                 |
| 61                        | Richard Carapaz (ECU) (landevej) | 2.                        |
| 62                        | Esteban Chaves (COL) (landevej)  | 62.                       |
| 63                        | Ben Healy (IRL) (landevej)       | DNF                       |
| 64                        | Mikkel Honoré (DEN)              | 68.                       |
| 65                        | Andrea Piccolo (ITA)             | DNF                       |
| 66                        | Sean Quinn (USA)                 | DNF                       |
| 67                        | Rigoberto Urán (COL)             | 54.                       |

| Groupama-FDJ GFC | Groupama-FDJ GFC                  | Groupama-FDJ GFC |
| ---------------- | --------------------------------- | ---------------- |
| Nr.              | Rytter                            | Placering        |
| 71               | Thibaut Pinot (FRA)               | 43.              |
| 72               | Romain Grégoire (FRA)             | 13.              |
| 73               | Valentin Madouas (FRA) (landevej) | 25.              |
| 74               | Lenny Martinez (FRA)              | 32.              |
| 75               | Rudy Molard (FRA)                 | 39.              |
| 76               | Quentin Pacher (FRA)              | 61.              |
| 77               | Reuben Thompson (NZL)             | DNF              |

| Ineos Grenadiers IGD | Ineos Grenadiers IGD   | Ineos Grenadiers IGD |
| -------------------- | ---------------------- | -------------------- |
| Nr.                  | Rytter                 | Placering            |
| 81                   | Thymen Arensman (NED)  | DNF                  |
| 82                   | Salvatore Puccio (ITA) | DNF                  |
| 83                   | Brandon Rivera (COL)   | DNF                  |
| 84                   | Carlos Rodríguez (ESP) | 9.                   |
| 85                   | Pavel Sivakov (FRA)    | 47.                  |
| 86                   | Ben Swift (GBR)        | DNF                  |
| 87                   | Ben Turner (GBR)       | 57.                  |

| Intermarché-Circus-Wanty ICW | Intermarché-Circus-Wanty ICW | Intermarché-Circus-Wanty ICW |
| ---------------------------- | ---------------------------- | ---------------------------- |
| Nr.                          | Rytter                       | Placering                    |
| 91                           | Lorenzo Rota (ITA)           | 21.                          |
| 92                           | Niccolò Bonifazio (ITA)      | DNF                          |
| 93                           | Francesco Busatto (ITA)      | 59.                          |
| 94                           | Rui Costa (POR)              | 16.                          |
| 95                           | Alexy Faure Prost (FRA)      | 75.                          |
| 96                           | Louis Meintjes (RSA)         | DNF                          |
| 97                           | Simone Petilli (ITA)         | DNF                          |

| Jumbo-Visma TJV | Jumbo-Visma TJV                | Jumbo-Visma TJV |
| --------------- | ------------------------------ | --------------- |
| Nr.             | Rytter                         | Placering       |
| 101             | Primož Roglič (SLO)            | 4.              |
| 102             | Tiesj Benoot (BEL)             | 24.             |
| 103             | Wilco Kelderman (NED)          | 17.             |
| 104             | Steven Kruijswijk (NED)        | 58.             |
| 105             | Jan Tratnik (SLO)              | DNF             |
| 106             | Milan Vader (NED)              | DNF             |
| 107             | Attila Valter (HUN) (landevej) | 26.             |

| Lidl-Trek LTK | Lidl-Trek LTK            | Lidl-Trek LTK |
| ------------- | ------------------------ | ------------- |
| Nr.           | Rytter                   | Placering     |
| 111           | Bauke Mollema (NED)      | 78.           |
| 112           | Julien Bernard (FRA)     | 72.           |
| 113           | Dario Cataldo (ITA)      | DNF           |
| 114           | Giulio Ciccone (ITA)     | DNF           |
| 115           | Filippo Baroncini (ITA)  | DNF           |
| 116           | Juan Pedro López (ESP)   | DNF           |
| 117           | Natnael Tesfatsion (ERI) | DNF           |

| Movistar Team MOV | Movistar Team MOV                  | Movistar Team MOV |
| ----------------- | ---------------------------------- | ----------------- |
| Nr.               | Rytter                             | Placering         |
| 121               | Alex Aranburu (ESP)                | 51.               |
| 122               | Enric Mas (ESP)                    | 11.               |
| 123               | Gregor Mühlberger (AUT) (landevej) | 79.               |
| 124               | Óscar Rodríguez (ESP)              | DNF               |
| 125               | José Joaquín Rojas (ESP)           | DNF               |
| 126               | Gonzalo Serrano (ESP)              | DNF               |
| 127               | Carlos Verona (ESP)                | DNF               |

| Soudal Quick-Step SOQ | Soudal Quick-Step SOQ       | Soudal Quick-Step SOQ |
| --------------------- | --------------------------- | --------------------- |
| Nr.                   | Rytter                      | Placering             |
| 131                   | Julian Alaphilippe (FRA)    | 81.                   |
| 132                   | Jan Hirt (CZE)              | 64.                   |
| 133                   | James Knox (GBR)            | DNF                   |
| 134                   | William Junior Lecerf (BEL) | DNF                   |
| 135                   | Mauri Vansevenant (BEL)     | 33.                   |
| 136                   | Ilan Van Wilder (BEL)       | 1.                    |
| 137                   | Louis Vervaeke (BEL)        | DNF                   |

| Arkéa-Samsic ARK | Arkéa-Samsic ARK          | Arkéa-Samsic ARK |
| ---------------- | ------------------------- | ---------------- |
| Nr.              | Rytter                    | Placering        |
| 141              | Warren Barguil (FRA)      | 37.              |
| 142              | Louis Barré (FRA)         | 40.              |
| 143              | Clément Champoussin (FRA) | 23.              |
| 144              | Ewen Costiou (FRA)        | DNF              |
| 145              | Kévin Vauquelin (FRA)     | 69.              |
| 146              | Kévin Ledanois (FRA)      | DNF              |
| 147              | Alessandro Verre (ITA)    | DNF              |

| Team DSM-Firmenich DSM | Team DSM-Firmenich DSM        | Team DSM-Firmenich DSM |
| ---------------------- | ----------------------------- | ---------------------- |
| Nr.                    | Rytter                        | Placering              |
| 151                    | Romain Bardet (FRA)           | 20.                    |
| 152                    | Patrick Bevin (NZL)           | DNF                    |
| 153                    | Romain Combaud (FRA)          | DNF                    |
| 154                    | Chris Hamilton (AUS)          | 48.                    |
| 155                    | Jonas Iversby Hvideberg (NOR) | DNF                    |
| 156                    | Florian Stork (GER)           | 52.                    |
| 157                    | Kevin Vermaerke (USA)         | DNF                    |

| Team Jayco AlUla JAY | Team Jayco AlUla JAY    | Team Jayco AlUla JAY |
| -------------------- | ----------------------- | -------------------- |
| Nr.                  | Rytter                  | Placering            |
| 161                  | Simon Yates (GBR)       | 38.                  |
| 162                  | Hagos Welay Berhe (ETH) | DNF                  |
| 163                  | Kevin Colleoni (ITA)    | DNF                  |
| 164                  | Lucas Hamilton (AUS)    | DNF                  |
| 165                  | Michael Matthews (AUS)  | DNF                  |
| 166                  | Matteo Sobrero (ITA)    | DNF                  |
| 167                  | Filippo Zana (ITA)      | 7.                   |

| Bingoal WB BWB | Bingoal WB BWB            | Bingoal WB BWB |
| -------------- | ------------------------- | -------------- |
| Nr.            | Rytter                    | Placering      |
| 171            | Marco Tizza (ITA)         | DNF            |
| 172            | Floris De Tier (BEL)      | DNF            |
| 173            | Alexis Guérin (FRA)       | 46.            |
| 174            | Louka Matthys (BEL)       | 66.            |
| 175            | Dimitri Peyskens (BEL)    | DNF            |
| 176            | Lennert Teugels (BEL)     | 65.            |
| 177            | Aaron Van der Beken (BEL) | DNF            |

| Team Corratec-Selle Italia COR | Team Corratec-Selle Italia COR | Team Corratec-Selle Italia COR |
| ------------------------------ | ------------------------------ | ------------------------------ |
| Nr.                            | Rytter                         | Placering                      |
| 181                            | Matteo Amella (ITA)            | DNF                            |
| 182                            | Valentin Darbellay (SUI)       | DNF                            |
| 183                            | Antoine Debons (SUI)           | DNF                            |
| 184                            | Andrij Ponomar (UKR)           | DNF                            |
| 185                            | Charlie Quaterman (GBR)        | DNF                            |
| 187                            | Karel Vacek (CZE)              | DNF                            |

| Eolo-Kometa EOK | Eolo-Kometa EOK         | Eolo-Kometa EOK |
| --------------- | ----------------------- | --------------- |
| Nr.             | Rytter                  | Placering       |
| 191             | Lorenzo Fortunato (ITA) | DNF             |
| 192             | Vincenzo Albanese (ITA) | DNF             |
| 193             | Mattia Bais (ITA)       | DNF             |
| 194             | Erik Fetter (HUN)       | DNF             |
| 195             | Andrea Garosio (ITA)    | DNF             |
| 196             | Davide Piganzoli (ITA)  | 27.             |
| 197             | Diego Sevilla (ESP)     | 42.             |

| Green Project-Bardiani CSF-Faizanè GBF | Green Project-Bardiani CSF-Faizanè GBF | Green Project-Bardiani CSF-Faizanè GBF |
| -------------------------------------- | -------------------------------------- | -------------------------------------- |
| Nr.                                    | Rytter                                 | Placering                              |
| 201                                    | Edgar Cadena (MEX) (landevej)          | DNF                                    |
| 202                                    | Luca Cavallo (ITA)                     | 56.                                    |
| 203                                    | Riccardo Lucca (ITA)                   | DNF                                    |
| 204                                    | Martin Marcellusi (ITA)                | DNF                                    |
| 205                                    | Alessio Martinelli (ITA)               | DNF                                    |
| 206                                    | Vicente Rojas (CHI)                    | DNF                                    |
| 207                                    | Alex Tolio (ITA)                       | 34.                                    |

| Israel-Premier Tech IPT | Israel-Premier Tech IPT  | Israel-Premier Tech IPT |
| ----------------------- | ------------------------ | ----------------------- |
| Nr.                     | Rytter                   | Placering               |
| 211                     | Jakob Fuglsang (DEN)     | 73.                     |
| 212                     | Krists Neilands (LAT)    | DNF                     |
| 213                     | Domenico Pozzovivo (ITA) | 36.                     |
| 214                     | Nick Schultz (AUS)       | 31.                     |
| 215                     | Dylan Teuns (BEL)        | DNF                     |
| 216                     | Stephen Williams (GBR)   | 22.                     |
| 217                     | Michael Woods (CAN)      | 6.                      |

| Lotto Dstny LTD | Lotto Dstny LTD           | Lotto Dstny LTD |
| --------------- | ------------------------- | --------------- |
| Nr.             | Rytter                    | Placering       |
| 221             | Andreas Kron (DEN)        | 44.             |
| 222             | Sylvain Moniquet (BEL)    | DNF             |
| 223             | Mathijs Paasschens (NED)  | DNF             |
| 224             | Eduardo Sepúlveda (ARG)   | DNF             |
| 225             | Lennert Van Eetvelt (BEL) | 53.             |
| 226             | Maxim Van Gils (BEL)      | 15.             |
| 227             | Harm Vanhoucke (BEL)      | DNS             |

| Q36.5 Pro Cycling Team Q36 | Q36.5 Pro Cycling Team Q36 | Q36.5 Pro Cycling Team Q36 |
| -------------------------- | -------------------------- | -------------------------- |
| Nr.                        | Rytter                     | Placering                  |
| 231                        | Negasi Abreha (ETH)        | DNF                        |
| 232                        | Gianluca Brambilla (ITA)   | DNF                        |
| 233                        | Walter Calzoni (ITA)       | 30.                        |
| 234                        | Marcel Camprubí (ESP)      | 76.                        |
| 235                        | Mark Donovan (GBR)         | DNF                        |
| 236                        | Alessandro Fedeli (ITA)    | DNF                        |

| TotalEnergies TEN | TotalEnergies TEN       | TotalEnergies TEN |
| ----------------- | ----------------------- | ----------------- |
| Nr.               | Rytter                  | Placering         |
| 241               | Pierre Latour (FRA)     | 19.               |
| 242               | Jérémy Cabot (FRA)      | 71.               |
| 243               | Alessio Cialone (FRA)   | DNF               |
| 244               | Valentin Ferron (FRA)   | DNF               |
| 245               | Paul Ourselin (FRA)     | DNF               |
| 246               | Mattéo Vercher (FRA)    | DNF               |
| 247               | Alexis Vuillermoz (FRA) | 45.               |